# جون ميدلتون (لاعب كرة قدم بريطاني)
جون ميدلتون (بالإنجليزية: John Middleton)‏ (11 يوليو 1955 في المملكة المتحدة - ) هو لاعب كرة قدم بريطاني في مركز الدفاع. لعب مع برادفورد سيتي وماكليسفيلد تاون.

## وصلات خارجية
- جون ميدلتون على موقع قاعدة بيانات كرة القدم.إي يو (الإنجليزية)